# فن نیمایر-دولان

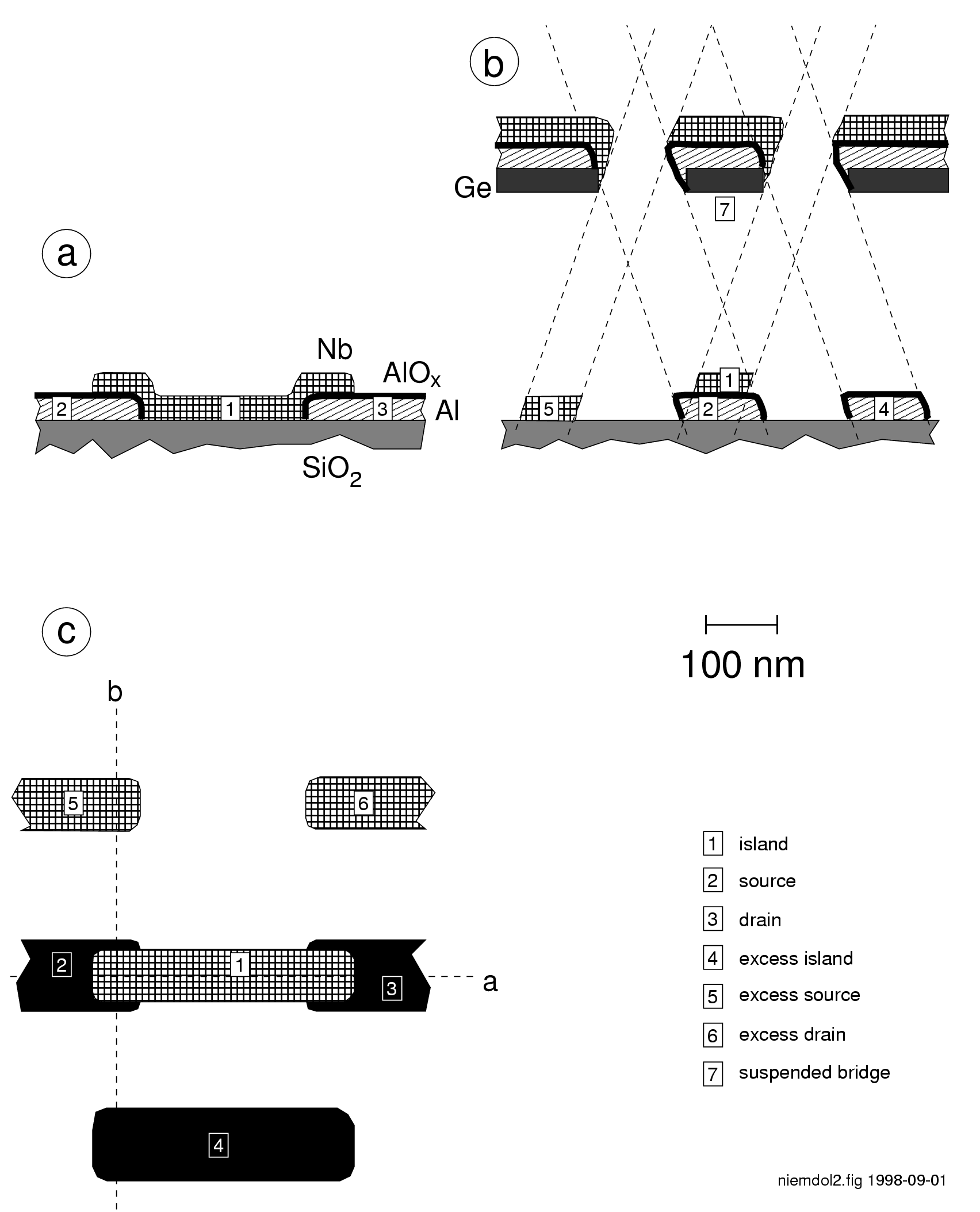
فنّ نیمایر-دولان برای ساخت ترانزیستورهای تک‌الکترونی. (الف) نمای جانبی، برش در امتداد مسیر جریان. (ب) نمای جانبی، برش عمود بر مسیر جریان و نشان دادن ماسک رزیست و لایه‌های لایه‌نشانی شده بر روی آن در طول تبخیر (تغییر مقطع آن). (ج) نمای بالا، نمایشگر سطوح برش برای نمای a و b.

فنّ نیمایر-دولان (به انگلیسی: Niemeyer–Dolan technique) که به آن فنّ دولان (به انگلیسی: Dolan technique)، تبخیر زاویه‌ای (به انگلیسی: angular evaporation) یا فنّ تبخیر سایه (به انگلیسی: shadow evaporation technique) نیز می‌گویند، یک روش لیتوگرافی لایه نازک برای ایجاد ساختارهای همپوشانی در اندازه نانومتر است.
این فنّ از یک ماسک تبخیر استفاده می‌کند که در بالای زیرلایه آویزان است (شکل را ببینید). ماسک تبخیر را می‌توان از دو یا چند لایه رزیست تشکیل داد تا امکان ایجاد زیرین‌بُری شدید مورد نیاز را فراهم کند. بسته به زاویه تبخیر، تصویر سایه ماسک بر روی موقعیت‌های مختلف روی زیرلایه افکنده می‌شود. با انتخاب دقیق زاویه برای هر ماده ای که قرار است لایه‌نشانی شود، می‌توان منافذ مجاور ماسک را روی همان نقطه افکند و روکشی از دو لایه نازک با هندسه کاملاًمشخص ایجاد کرد.
تلاش برای ایجاد ساختارهای چندلایه به دلیل نیاز به هم‌راستا کردن هر لایه با لایه‌های زیر آن پیچیده است. از آنجایی که همه دهانه‌ها روی یک ماسک قرار دارند، تبخیر سایه با خودهم‌راستاسازی این نیاز را کاهش می‌دهد. علاوه بر این، این اجازه می‌دهد تا زیرلایه تحت خلاء بالا نگه داشته شود، زیرا نیازی به افزایش فشار برای تعویض بین چند ماسک نیست. با توجه به جنبه‌های منفی آن، از جمله محدودیت در چگالی ترکیب از مواد تبخیر شده اضافی، تبخیر سایه به‌طور کلی فقط برای مجتمع‌سازی در مقیاس بسیار پایین مناسب است.

## استفاده
فنّ نیمایر-دولان برای ایجاد نانوساختارهای الکترونیکی لایه نازک چندلایه مانند نقاط کوانتومی و پیوندهای تونلی استفاده می‌شود.